# FAI Cup 2008
La FAI Cup 2008 è stata la 85ª edizione dell'omonima manifestazione.
La finale è stata disputata il 23 novembre 2008 al Royal Dublin Society di Dublino tra Derry City e Bohemians, terminando con il successo di questi ultimi per 6-4 dopo i calci di rigore.

## Calendario

### Primo turno
Gli incontri del primo turno si sono disputati il 30 marzo 2008.
| Squadra 1    | Risultato | Squadra 2          |
| ------------ | --------- | ------------------ |
| Fanad United | 2 - 0     | Carrigaline United |
| Douglas Hall | 4 - 0     | Castlebar Celtic   |

### Secondo turno
Gli incontri del secondo turno si sono disputati il 20 aprile 2008, fatta eccezione per l'incontro tra Corduff e St. Mary's che si è svolto il 13 aprile 2008.
| Squadra 1        | Risultato | Squadra 2      |
| ---------------- | --------- | -------------- |
| Corduff          | 0 - 1     | St. Mary's     |
| Avondale United  | 0 - 1     | Drogheda Town  |
| Douglas Hall     | 1 - 0     | Belgrove       |
| Crumlin United   | 0 - 0     | Liffeys Pearse |
| Salthill Devon   | 0 - 1     | Rockmount      |
| Killester United | 2 - 1     | Bangor Celtic  |
| Swilly Rovers    | 1 - 4     | Wayside Celtic |
| St. James's Gate | 2 - 3     | Carrick United |
| Everton AFC      | 3 - 1     | Tullamore Town |
| Lissadel United  | 0 - 2     | Fanad United   |

#### Replay
| Squadra 1      | Risultato | Squadra 2      |
| -------------- | --------- | -------------- |
| Liffeys Pearse | 2 - 0     | Crumlin United |

### Terzo turno
Gli incontri del terzo turno si sono disputati l'8 giugno 2008.
| Squadra 1       | Risultato | Squadra 2         |
| --------------- | --------- | ----------------- |
| Wexford Youths  | 0 - 0     | Killester United  |
| Galway Utd      | 1 - 0     | Waterford United  |
| Douglas Hall    | 0 - 3     | Drogheda Utd      |
| Everton AFC     | 0 - 2     | Carrick United    |
| Shelbourne      | 0 - 3     | Dundalk           |
| Rockmount       | 0 - 3     | Bray Wanderers    |
| Monaghan Utd    | 0 - 0     | Dublin University |
| Limerick        | 0 - 2     | Cork City         |
| St Patrick's    | 2 - 1     | Longford Town     |
| Kildare County  | 3 - 0     | Fanad United      |
| Athlone Town    | 2 - 1     | Finn Harps        |
| Derry City      | 2 - 0     | Liffeys Pearse    |
| Sporting Fingal | 2 - 0     | Cobh Ramblers     |
| Bohemians       | 3 - 0     | Drogheda Utd      |
| Shamrock Rovers | 2 - 1     | Sligo Rovers      |
| St. Mary's      | 0 - 1     | Wayside Celtic    |

#### Replay
| Squadra 1         | Risultato | Squadra 2      |
| ----------------- | --------- | -------------- |
| Killester United  | 1 - 2     | Wexford Youths |
| Dublin University | 0 - 1     | Monaghan Utd   |

### Quarto turno
Gli incontri del quarto round si sono disputati il 17 agosto 2008.
| Squadra 1       | Risultato | Squadra 2       |
| --------------- | --------- | --------------- |
| Bray Wanderers  | 0 - 0     | Dundalk         |
| Shamrock Rovers | 0 - 1     | Cork City       |
| Galway Utd      | 4 - 1     | Athlone Town    |
| Carrick United  | 1 - 3     | Sporting Fingal |
| Wayside Celtic  | 1 - 0     | Monaghan Utd    |
| Derry City      | 6 - 0     | Kildare County  |
| Bohemians       | 1 - 0     | Drogheda Utd    |
| Wexford Youths  | 1 - 3     | St Patrick's    |

#### Replay
| Squadra 1 | Risultato | Squadra 2      |
| --------- | --------- | -------------- |
| Dundalk   | 1 - 3     | Bray Wanderers |

### Quarti di finale
Gli incontri dei quarti di finale si sono disputati tra l'11 e il 14 settembre 2008. I replay si sono disputati tra il 16 e il 30 settembre 2008.
| Arbitro: | D. McKeon |

|                                        |           |                                    |
| Hynes 6’ P. Byrne 18’ James 90’ (rig.) | Marcatori | 35’ 42’ (rig.) Quigley 44’ Dempsey |

| Arbitro: | Alan Kelly |

|               |           |           |
| McCulloch 45’ | Marcatori | 64’ Myler |

| Arbitro: | R. Winter |

|            |           |                   |
| Murphy 36’ | Marcatori | 83’ (rig.) Morrow |

| Arbitro: | Ian Stokes |

|               |           |                                                                     |
| Callaghan 60’ | Marcatori | 13’ Kelly 19’ 55’ (rig.) J. Byrne 52’ McGuinness 77’ Fenn 81’ Crowe |

#### Replay
| Arbitro: | Alan Kelly |

|  |           |                      |
|  | Marcatori | 37’ Keane 53’ O'Shea |

| Arbitro: | D. Hancock |

|                             |           |  |
| Quigley 42’ Fitzpatrick 61’ | Marcatori |  |

| Arbitro: | R. Winter |

|  |                      |  |
|  | Tiri di rigore 5 – 3 |  |

### Semifinali
Le semifinali si sono disputate rispettivamente il 24 e il 26 ottobre 2008.
| Arbitro: | D. McKeown |

|           |           |                                  |
| Fahey 53’ | Marcatori | 14’ Brennan 16’ Deegan 42’ Heary |

| Arbitro: | Alan Kelly |

|  |           |            |
|  | Marcatori | 64’ Farren |

### Finale
La finale si è disputata Domenica 23 novembre 2008 al Royal Dublin Society di Dublino e ha visto prevalere il Bohemians sul Derry City, per il Bohemians si tratta della settima FAI Cup vinta. Questa è stata inoltre la prima finale di FAI Cup della storia decisa dai calci di rigore.
| Arbitro: | Antonhy Buttimer |

|                                           |                      |                             |
| Crowe 64’ Byrne 70’ (rig.)                | Marcatori            | 60’ 76’ Morrow              |
| Brennan O'Donnell Deegan Rossiter Kalonas | Tiri di rigore 4 – 2 | Farren McHugh Deery Higgins |